# Clube Atlético Carazinho
O Clube Atlético Carazinho é um clube brasileiro de futebol, da cidade de Carazinho, no estado do Rio Grande do Sul. Suas cores são preto, vermelho e branco. Foi fundado em 1 de julho de 1970.

## História
O Atlético Carazinho foi fundado no dia 1 de julho de 1970, como resultado da fusão entre as equipes do Grêmio Atlético Glória e Veterano Futebol Clube.
Foi campeão do Campeonato Gaúcho da Segunda Divisão em 1994. Encerrou temporariamente as atividades no final de 1996, devidos a dificuldades financeiras. Retornou às atividades em 2009, disputando o Campeonato Gaúcho da Série B em 2009, 2010, 2011 e 2012, ano em que foi rebaixado para a Terceira Divisão. Após três anos licenciado, voltou a disputar competições oficiais em 2016. Após o hiato de um ano, em 2018 participou da Copa Wianey Carlet.

## Títulos

### Estaduais
- Campeonato do Interior: 1974.
- Campeonato Gaúcho - Série A2: 1994.